# Józef Brodowski the Elder

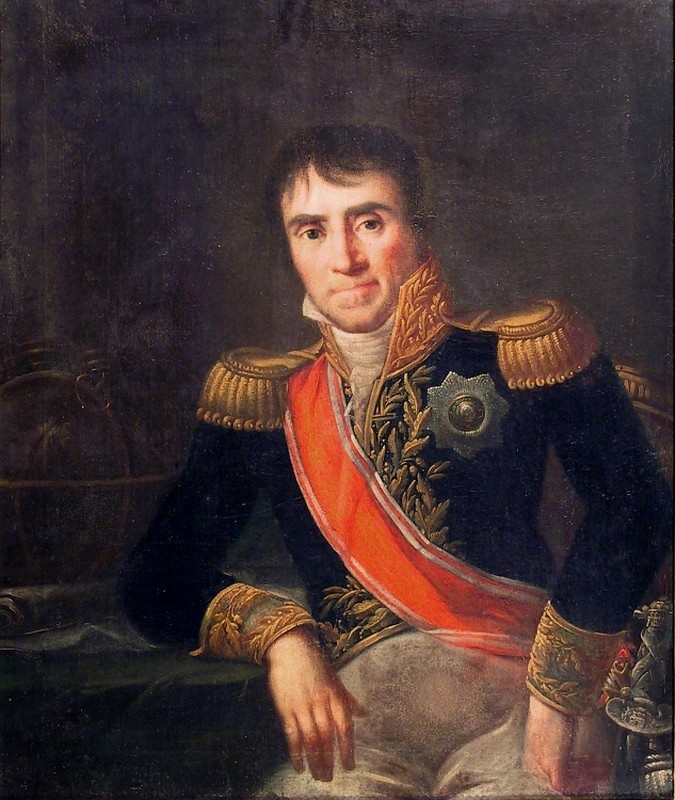
Chân dung của Stanisław Wodzicki, nhà chính trị và nhà thơ, tranh chân dung của Józef Brodowski vào năm 1817

Józef Brodowski (sinh khoảng năm 1775/1781 tại Warsaw – mất năm 1853 tại Kraków) là một họa sĩ theo phong cách cổ điển người Ba Lan. Ông được gọi là The Elder để phân biệt với Józef Brodowski the Younger (1828–1900). Hai người dường như không có quan hệ họ hàng gì với nhau.

## Tiểu sử
Nhờ được Công chúa Izabela Czartoryska hỗ trợ tài chính nên Józef Brodowski có thể đi học tại Vienna, trở thành học trò của Josef Abel và Johann Baptist von Lampi. Từ năm 1805, ông sống ở Łańcut. Tại đây, ông làm công việc vẽ tranh chân dung và vẽ bối cảnh sân khấu.
Năm 1811, Józef Brodowski được bổ nhiệm làm giáo viên hội họa. Năm 1818, ông là một trong những giáo sư đầu tiên tại Học viện Mỹ thuật Kraków.
Józef Brodowski đã vẽ nhiều tranh lịch sử, tranh cuộc sống sinh hoạt thường ngày, tranh trang trí nhà thờ và tranh chân dung. Một số tác phẩm tranh lịch sử của ông mô tả những diễn biến trong cuộc đời của Tadeusz Kościuszko. Józef Brodowski là một họa sĩ nổi bật vì đã khắc họa Kraków ở thế kỷ 19 trên nhiều bản phác thảo và bản in. Ông cũng là một thành viên tích cực của hội quán Przesąd Zwyciężony của Hội Tam Điểm.